# 4387 Tanaka
4387 Tanaka eller 4829 T-2 är en asteroid i huvudbältet som upptäcktes den 19 september 1973 av den nederländsk-amerikanske astronomen Tom Gehrels och det nederländska astronomparet Ingrid van Houten-Groeneveld och Cornelis Johannes van Houten vid Palomarobservatoriet. Den är uppkallad efter den japanske astronomen Yasuo Tanaka.
Asteroiden har en diameter på ungefär 7 kilometer.